# Leaname Maotoanong
Gaone Leaname Maotoanong  (* 9. Mai 1991 in Shoshong) ist ein botswanischer Leichtathlet, der sich auf den 400-Meter-Lauf spezialisiert  hat. 

## Sportliche Laufbahn
Leaname Maotoanong feierte seinen ersten internationalen Titelgewinn bei den Afrikameisterschaften 2014, bei denen er im Halbfinale über 200 Meter ausschied und die Goldmedaille mit der botswanischen 4-mal-400-Meter-Staffel gewann. 2015 belegte er mit der Staffel den achten Platz bei den World Relays auf den Bahamas. Anschließend gewann er die Silbermedaille über 400 Meter bei den Studentenweltspielen im südkoreanischen Gwangju und wurde mit der Staffel im Finale disqualifiziert. Mit der Staffel nahm er auch an den Weltmeisterschaften in Peking teil und schied dort mit neuem Landesrekord von 2:59,95 min im Vorlauf aus. Zu Ende der Saison gelangte er bei den Afrikaspielen in Brazzaville in das Halbfinale über 400 Meter, gewann mit der 4-mal-400-Meter-Staffel die Silbermedaille hinter Kenia und belegte mit der 4-mal-100-Meter-Staffel in 39,83 s den fünften Platz.
2016 kam er bei den Afrikameisterschaften in Durban im Vorlauf mit der Staffel zum Einsatz, die dann im Finale die Goldmedaille gewann. Auch mit der 4-mal-100-Meter-Staffel kam er im Vorlauf zum Einsatz und die Staffel belegte im Finale Platz sieben. Daraufhin nahm er mit der Staffel an den Olympischen Spielen in Rio de Janeiro teil und belegte mit der botswanischen 4-mal-400-Meter-Staffel im Finale in 2:59,06 min den fünften Platz. 2018 nahm Maotoanong zum ersten Mal an den Commonwealth Games im australischen Gold Coast teil und gewann dort mit der botswanischen Stafette in 3:01,78 s die Goldmedaille. Bei den Afrikameisterschaften in Asaba nahm er im 200-Meter-Lauf teil und schied dort mit 21,65 s in der ersten Runde aus. Im Jahr darauf belegte er bei den Afrikaspielen in Rabat mit 21,04 s den siebten Platz über 200 Meter und kam in der 4-mal-100-Meter-Staffel im Vorlauf zum Einsatz.

## Persönliche Bestzeiten
- 200 Meter: 20,58 s, 22. April 2015 in Molepolole
- 400 Meter: 45,63 s, 10. Juli 2015 in Gwangju